# ریوجی فوجیموری
ریوجی فوجیموری (ژاپنی: 藤森 亮志؛ زادهٔ ۱۱ آوریل ۱۹۹۷) یک بازیکن فوتبال اهل ژاپن است.
از باشگاه‌هایی که در آن بازی کرده‌است می‌توان به باشگاه فوتبال ناگانو پارسیرو اشاره کرد.